# Саджівка
Саджі́вка — село в Україні, у Монастириській міській громаді Чортківського району Тернопільської області. Розташоване на заході району. Підпорядковане Горожанській сільраді.(до 2020). До Саджівки приєднано хутори Лиса і Французи.
Населення — 142 особи (2007).

## Населення

### Мова
Розподіл населення за рідною мовою за даними перепису 2001 року:
| Мова       | Кількість | Відсоток |
| ---------- | --------- | -------- |
| українська | 151       | 100%     |

## Історія
Перша писемна згадка — 1905.
Назва походить від слова “саджавка” – рукотворне озерце (копанка для розведення риби). Від вересня 1939 р. село – під радянською владою. Від 4 липня 1941 р. до 22 липня 1944 р. – під нацистською окупацією. У 1949 р. було 33 двори, 126 осіб; у 1952 р. – 24 двори, 75 осіб.  У Саджівці народилася зв’язкова ОУН і УПА Парасковія Корсан (Черевко; 1924 р. н.).
Протягом 1962–1966 село належало до Бучацького району. 
12 червня 2020 року, відповідно до розпорядження Кабінету Міністрів України № 724-р «Про визначення адміністративних центрів та затвердження територій територіальних громад Тернопільської області» увійшло до складу Монастириської міської громади.
19 липня 2020 року, в результаті адміністративно-територіальної реформи та ліквідації Монастириського району, село увійшло до складу Чортківського району.

## Соціальна сфера
Діє торговельний заклад.

## Галерея

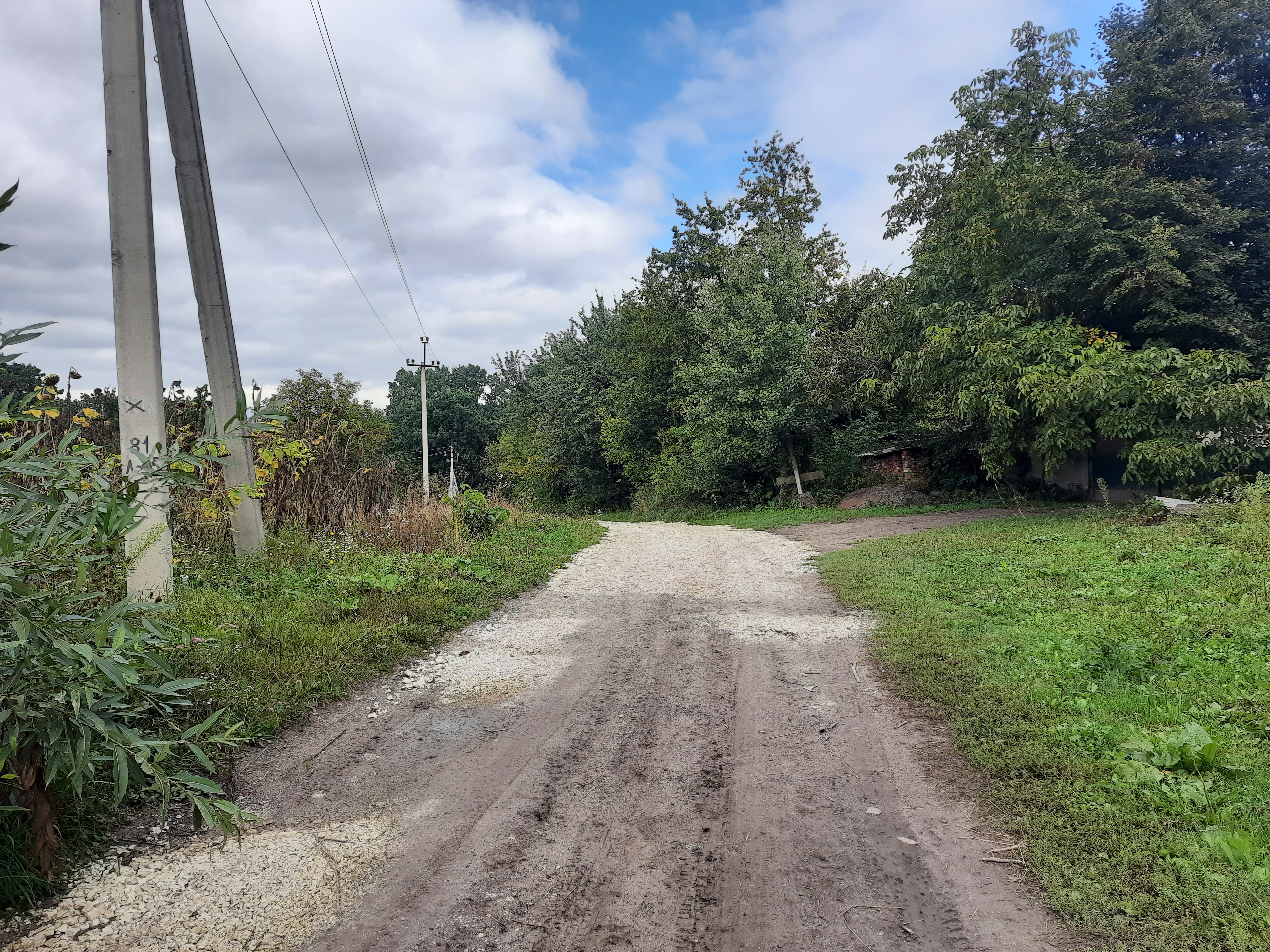
В'їзд у село
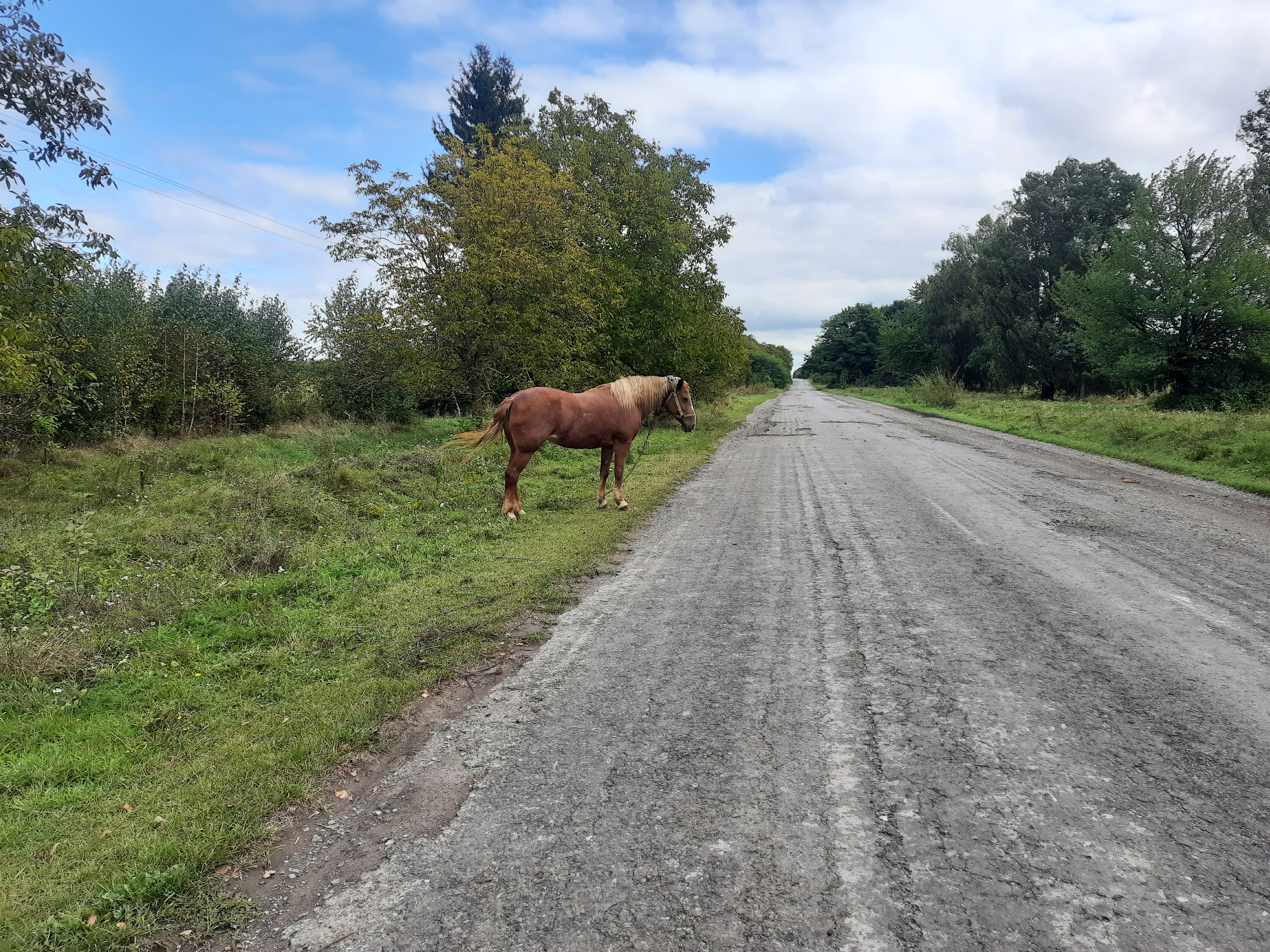
Дорога біля села